# Comité des établissements de crédit et des entreprises d'investissement
Le Comité des établissements de crédit et des entreprises d'investissement (CECEI) émanait du ministère de l'Économie, des Finances et de l'Industrie. Il délivrait les agréments nécessaires aux activités bancaires.
Le libre établissement et la libre prestation de services d'un établissement de crédit ou d'une entreprise d'investissement ne sont autorisés que si l'établissement a été agréé. Cet agrément est délivré dans le pays où est implanté le siège social. L'agrément obtenu dans un pays doit être reconnu dans un autre pays si l'établissement souhaite y développer son activité.
En France, c'était donc le CECEI qui délivrait ces agréments. Il les délivrait, mais il pouvait aussi les retirer et les modifier. Le CECEI devait être consulté pour certaines opérations importantes (fusion de groupes, changement d'activité, développement d'une autre activité). Ce comité était présidé par le gouverneur de la Banque de France et comprenait également, entre autres, le directeur du Trésor et le président de l'Autorité des marchés financiers.
En janvier 2010 le CECEI fusionne avec la Commission bancaire, l'Autorité de contrôle des assurances et des mutuelles et le Comité des entreprises d'assurances pour former l'Autorité de contrôle prudentiel. Puis « Autorité de contrôle prudentiel et de résolution » depuis 2014.

## Conditions pour recevoir l'agrément
Le CECEI contrôle plusieurs points en vue de délivrer l'agrément :
- demande provenant d'une personne morale ;
- adéquation de la forme juridique de la société avec les activités d'établissements de crédit ou d'entreprise d'investissement (les formes de SARL, EURL ou d'associations non permises) ;
- existence d'un capital minimum ;
- honorabilité et expériences des deux principaux dirigeants ;
- qualité des apporteurs de capitaux sociaux ;
- capacité à réaliser les objectifs de développement dans des conditions compatibles avec le bon fonctionnement du système monétaire, bancaire et financier. Et ce dans une optique de la protection du système et de la clientèle.

Seules les sociétés de gestion ne dépendent pas du CECEI pour recevoir leur agrément (elles sont agréées par l'Autorité des marchés financiers (AMF).

## Composition
- 4 membres de droit : le gouverneur de la Banque de France, le directeur du Trésor, le président de l'AMF, le président du directoire du Fonds de garantie des dépôts et de résolution.

- 8 membres nommés : un conseiller d'État, un conseiller à la Cour de cassation, deux représentants de l'AFECEI (Association française des établissements de crédit et des entreprises d'investissements, organe de représentation des organes centraux des réseaux dans les rapports avec les autorités de tutelle), deux représentants des organisations syndicales, deux membres choisis en raison de leur compétence en matière bancaire et financière.

## Missions
- Donner, modifier ou retirer les habilitations d'exercice aux établissements de crédit et aux entreprises d'investissement, à l'exception de celles relevant de la Commission bancaire.
- Établir et tenir à jour la liste des établissements de crédit et la liste des prestataires de services d'investissement (PSI) exerçant en France.
- Communiquer la liste des PSI fournissant des services d'investissement dans les autres États membres de la Communauté européenne en libre établissement ou en libre prestation de services aux autorités compétentes de chacun de ces autres états.
- Communiquer sans délai l'ensemble de ces listes à l'Autorité des marchés financiers.